# إرنست شتويازبال
إرنست شتويازبال (بالألمانية: Ernst Stojaspal)‏ (مواليد 14 يناير 1925) هو لاعب كرة قدم. يلعب مع منتخب النمسا لكرة القدم. سبق له أن لعب في كأس العالم لكرة القدم مع منتخب بلاده.

## روابط خارجية
- إرنست شتويازبال على موقع الاتحاد الدولي (مؤرشف)  (الإنجليزية)
- إرنست شتويازبال على موقع قاعدة بيانات كرة القدم.إي يو (الإنجليزية)
- إرنست شتويازبال على موقع ناشيونال فوتبول تيمز (الإنجليزية)
- إرنست شتويازبال على موقع عالم كرة القدم.نت (الإنجليزية)
- إرنست شتويازبال على موقع أوليمبيديا (الإنجليزية)